# Antrain
Antrain korábbi község Franciaországban, Ille-et-Vilaine megyében. Lakosainak száma 1289 fő (2018. január 1.). Antrain La Fontenelle, Saint-Ouen-la-Rouërie, Sougéal, Tremblay és Sacey községekkel határos.
2019. január 1-jén három másik korábbi községgel egyesült és az így létrejött Val-Couesnon új község része lett.

## Népesség
A település népességének változása:
| Lakosok száma | 1366 | 1319 | 1339 | 1302 | 1289 |
|               | 2013 | 2015 | 2016 | 2017 | 2018 |